# Javi Galán
Javier Galán Gil (Badajoz, 19 de noviembre de 1994) es un futbolista español que juega de defensa en el Atlético de Madrid de la Primera División de España.

## Trayectoria
Se formó en la cantera del extinto San Roque y Puerta Palmas, para recalar posteriormente en el CP. Don Bosco donde jugó durante 5 temporadas, y finalizar su etapa formativa en el CP. Flecha Negra (2 temporadas).
En su primera temporada, tras terminar la etapa juvenil, se unió a las filas del C. D. Badajoz quedando campeón en la 2013-14 del Grupo II de la Regional Preferente de Extremadura y consiguiendo el ascenso a Tercera División.
En la 2014-15, tras haber quedado 4.º clasificado en el Grupo XIV, disputó el ascenso a Segunda B quedando apeado en la primera eliminatoria.
En 2015 pasó a formar parte del Córdoba C. F. "B" proclamándose el mismo campeón del Grupo X de la Tercera División para posteriormente ascender a Segunda División B.
Ya en la temporada 2016-17 alternó el filial y el primer equipo del Córdoba C. F., debutando en Segunda División en la jornada 17 ante el Reus Deportiu y marcando su primer gol en la jornada 19 en la victoria 1-2 ante el Real Oviedo.
Debido a su temporada 2017-18, equipos como la S. D. Huesca, S. D. Eibar, U. D. Las Palmas y varios clubes más se interesaron por su contratación, siendo muy posible su salida del Córdoba antes de que terminara el periodo de transferencias de verano. Finalmente en el mercado de invierno de 2019 fichó por la Sociedad Deportiva Huesca, con la que debutaría Primera División. Allí permaneció hasta el 31 de julio de 2021, día en el que se hizo oficial su incorporación al R. C. Celta de Vigo.
En dos campañas en tierras gallegas disputó 79 partidos en los que anotó un gol. Se marchó a inicios de julio de 2023 después de ser traspasado al Atlético de Madrid y firmar un contrato hasta junio de 2026. En sus primeros meses participó en nueve encuentros y en enero de 2024 fue cedido a la Real Sociedad hasta el final de la temporada.

## Estadísticas

### Clubes
Actualizado al último partido disputado el 23 de junio de 2025.
| Club                         | Div.          | Temporada     | Liga  | Liga  | Copas nacionales | Copas nacionales | Copas internacionales | Copas internacionales | Total | Total |
| Club                         | Div.          | Temporada     | Part. | Goles | Part.            | Goles            | Part.                 | Goles                 | Part. | Goles |
| ---------------------------- | ------------- | ------------- | ----- | ----- | ---------------- | ---------------- | --------------------- | --------------------- | ----- | ----- |
| C. D. Badajoz · España       | 4.ª           | 2013-14       | 5     | 2     | 0                | 0                | —                     | —                     | 5     | 2     |
| C. D. Badajoz · España       | 3.ª           | 2014-15       | 28    | 3     | 0                | 0                | —                     | —                     | 28    | 3     |
| C. D. Badajoz · España       | Total club    | Total club    | 33    | 5     | 0                | 0                | 0                     | 0                     | 33    | 5     |
| Córdoba C. F. "B" · España   | 3.ª           | 2015-16       | 32    | 7     | —                | —                | —                     | —                     | 32    | 7     |
| Córdoba C. F. "B" · España   | 2.ª B         | 2016-17       | 21    | 0     | —                | —                | —                     | —                     | 21    | 0     |
| Córdoba C. F. "B" · España   | Total club    | Total club    | 53    | 7     | 0                | 0                | 0                     | 0                     | 53    | 7     |
| Córdoba C. F. · España       | 2.ª           | 2016-17       | 17    | 2     | 4                | 0                | —                     | —                     | 21    | 2     |
| Córdoba C. F. · España       | 2.ª           | 2017-18       | 40    | 2     | 1                | 0                | —                     | —                     | 41    | 2     |
| Córdoba C. F. · España       | 2.ª           | 2018-19       | 20    | 0     | 2                | 1                | —                     | —                     | 22    | 1     |
| Córdoba C. F. · España       | Total club    | Total club    | 77    | 4     | 7                | 1                | 0                     | 0                     | 84    | 5     |
| S. D. Huesca · España        | 1.ª           | 2018-19       | 16    | 0     | 0                | 0                | —                     | —                     | 16    | 0     |
| S. D. Huesca · España        | 2.ª           | 2019-20       | 28    | 1     | 2                | 0                | —                     | —                     | 30    | 1     |
| S. D. Huesca · España        | 1.ª           | 2020-21       | 37    | 1     | 0                | 0                | —                     | —                     | 37    | 1     |
| S. D. Huesca · España        | Total club    | Total club    | 81    | 2     | 2                | 0                | 0                     | 0                     | 83    | 2     |
| R. C. Celta de Vigo · España | 1.ª           | 2021-22       | 37    | 0     | 2                | 0                | —                     | —                     | 39    | 0     |
| R. C. Celta de Vigo · España | 1.ª           | 2022-23       | 37    | 0     | 3                | 1                | ―                     | ―                     | 40    | 1     |
| R. C. Celta de Vigo · España | Total club    | Total club    | 74    | 0     | 5                | 1                | 0                     | 0                     | 79    | 1     |
| Atlético de Madrid · España  | 1.ª           | 2023-24       | 5     | 0     | 2                | 0                | 2                     | 0                     | 9     | 0     |
| Real Sociedad · España       | 1.ª           | 2023-24       | 14    | 0     | 2                | 0                | 2                     | 0                     | 18    | 0     |
| Real Sociedad · España       | Total club    | Total club    | 14    | 0     | 2                | 0                | 2                     | 0                     | 18    | 0     |
| Atlético de Madrid · España  | 1.ª           | 2024-25       | 25    | 0     | 6                | 0                | 9                     | 0                     | 40    | 0     |
| Atlético de Madrid · España  | 1.ª           | 2025-26       | 0     | 0     | 0                | 0                | 0                     | 0                     | 0     | 0     |
| Atlético de Madrid · España  | Total club    | Total club    | 30    | 0     | 8                | 0                | 11                    | 0                     | 49    | 0     |
| Total carrera                | Total carrera | Total carrera | 362   | 18    | 24               | 2                | 13                    | 0                     | 399   | 20    |